# Sady (województwo lubelskie)
Sady – wieś w Polsce położona w województwie lubelskim, w powiecie zamojskim, w gminie Skierbieszów.
W latach 1975–1998 miejscowość położona była w województwie zamojskim.
Wieś jest sołectwem w gminie Skierbieszów. Według Narodowego Spisu Powszechnego z roku 2011 wieś liczyła 179 mieszkańców.
Wierni Kościoła rzymskokatolickiego należą do parafii Wniebowzięcia Najświętszej Maryi Panny w Skierbieszowie.

## Części wsi

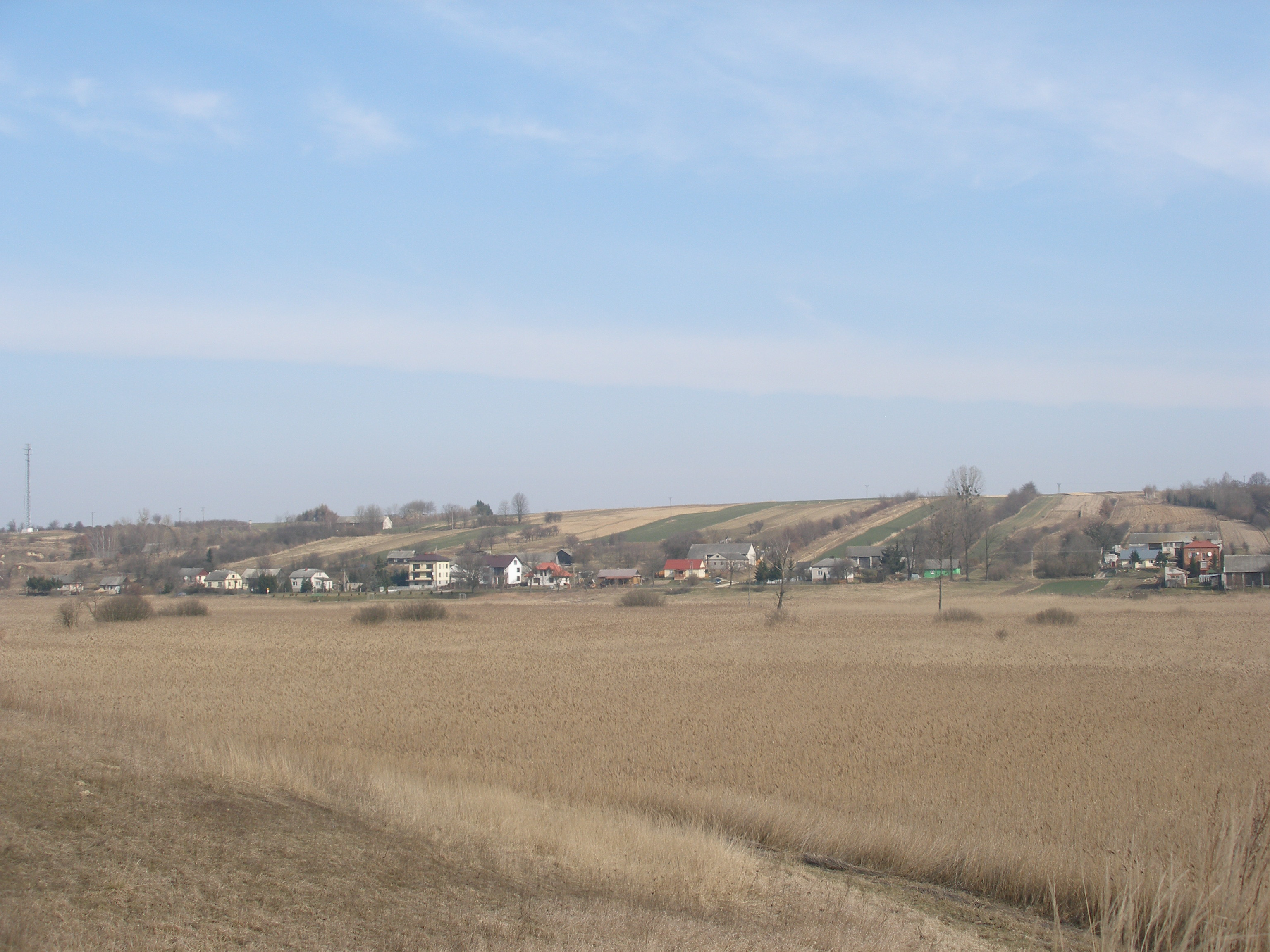
Widok na wieś z Zamczyska

| SIMC    | Nazwa      | Rodzaj    |
| ------- | ---------- | --------- |
| 0898745 | Bocianówka | część wsi |
| 0898751 | Izbica     | część wsi |